# Naufragio (película)
Naufragio (titulada Shipwreck en Inglés, Jutro en polaco y Naufrage en francés) es una película dramática mexicana de 1978 dirigida por Jaime Humberto Hermosillo, escrita por Jaime Humberto Hermosillo, con argumento de Humberto Hermosillo y José de la Colina, producida por Conacite Uno y Dasa Films; se grabó con un presupuesto de 6,991,397.40, y se comenzó a filmar el día 31 de mayo de 1977 y finalizó el día 7 de agosto de 1977 durando un total de 7 semanas.

## Argumento
En Nonoalco, Tlalelolco un par de mujeres esperan impacientes el regreso del marinero que partió, comparten casa y comienzan a llenarla con ideales de su regreso,pero noticias parecen acabar con esas esperanzas, una de ellas, madre del marinero y otra Leticia, compañera de trabajo de esta comienzan a separarse en certidumbre. La madre pierde esperanza y cae en un pozo de desesperanza, siendo hospitalizada, pero el mar decide traer de vuelta aquello que tanto llevaba buscando, Miguel Ángel, su hijo ahora manco regresa a la ciudad y con el  una marea de desgracias. Al por fin encontrarse, la madre cae en coma y no es capaz de culminar el momento. Alonso se encuentra en la casa de su madre, su cuarto de infancia y a la amiga de su madre, que no hace más que esperar por él, juntos llenan el vacío que abunda en la casa.La marea no trajo a Miguel Ángel sólo, con el, amigos marineros que sólo buscan navegar por diversión sin importar los estragos. Tras llegar a casa de Miguel Ángel, Leticia descubre que el vacío en la casa no existe para Miguel Ángel y tras ahogarse en alcohol la fiesta de los marineros termina en la violación de Leticia.Como el mar vino el mar se va, y Miguel Ángel abandona a Leticia, tras su partida, en el hospital en soledad su madre muere.

## Reparto
- José Alonso como Miguel Ángel.
- María Rojo como Leticia.
- Ana Ofelia Murguía como Amparo.
- Carlos Castañón como Gustavo.
- Guillermo Gil como Hernandez Pimientel.
- Evangelina Martínez como Eugenia.
- Manuel Ojeda como médico.
- Martha Navarro como jefa de enfermeras.
- Blanca Torres como Aurelita.
- Farnesio de Bernal como Don Benito.
- Emma Roldán como Raquelita.[3]
- Margarita Isabel como Vecina.
- Max Kerlow como Marino III.
- Magnolia Rivas como Señora Dey.
- Cecilia Leger como Empleada anciana.
- Miguel Ángel Ferriz (sin acreditar).
- María Guadalupe Delgado

## Producción
La producción fue de tipo industrial, liderada por Conacite Uno, Dasa Films.

### Locación y estudios
Fue rodada en los estudios churubusco, en el Distrito Federal (edificio Sonora en la unidad Tlatelolco, colonia Polanco, ofiinas del departamento del Distrito Federal). Con el apoyo de Laboratorios Churubusco.

### Diseño
La escenografía estuvo a cargo de Salvador Lozano, la decoración con Carlos Grandjeand y el vestuario con Rafael García.

### Música
La música estuvo bajo la batuta de Joaquín Gutiérrez Heras, el sonido en rodaje lo dirigió Javier Mateos y el sonido en regrabación  lo supervisó Jesus González Gancy.

## Estreno
La película fue estrenada el 25 de abril de 1978 en el Salón Rojo Cineteca nacional 
(Ciclo hermosillo/ 2 de noviembre de 1978)
Regis/De la Vila/ Maya/ Sonora (estreno normal)

### Recepción
- La recepción fue muy buena por parte de la crítica y periódicos de la capital de México tal como el periódico uno más uno del 11 de noviembre de 1978Es posible que la idea argumental parezca excesiva, pero su eficacia cinematográfica es definitivamente poderosa.

- O el periódico butaca comenta con fecha de 6 de marzo de 1978

Es posible que este filme de Hermosillo despierte las mismas polémicas entre la crítica que suscitó La pasión..., [...] Su tratamiento lento y minucioso de las horas muertas, sus eternos planos, secuencias para dejar fluir sin trabas la acción de los personajes, necesitan de una actitud especial ante el relato.

## Premios
Fue una película altamente nominada, ganando varias de estas nominaciones, tales como el premio ariel otorgado en 1978 a la mejor película, así como a mejor dirección. De igual manera a mejor actuación femenina, al guion cinematográfico y a la música de fondo.